# Au bout du rouleau
Cet article concerne la nouvelle de Joseph Conrad. Pour le roman de Georges Simenon, voir Au bout du rouleau.
Au bout du rouleau (The End of the Tether) est une nouvelle de Joseph Conrad publiée en 1902.

## Historique
Au bout du rouleau paraît en mai 1902 dans la revue Blackwood's Magazine, puis la même année dans le recueil de nouvelles Youth : A Narrative, and Two Other Stories (traduit en français par Jeunesse).

Entre 1883 et 1888, Conrad passa plusieurs semaines à Singapour, au gré des escales ou ...à l'hôpital. Second sur un petit vapeur, le Vidar, il navigua dans l'archipel malais. Ces expériences vécues se retrouvent dans cette « histoire de la vie maritime d'un genre plutôt particulier ».

## Résumé
Pour franchir la barre à l'entrée de l'estuaire de Batu Beru, le vieux capitaine Whalley, commandant le Sefola, est aidé par le serang, son maître d'équipage malais. Il devient aveugle et le cache à ses proches...

## Adaptation
- 1973 : Au bout du rouleau, une adaptation pour la télévision de Claude-Jean Bonnardot avec Charles Vanel dans le rôle de Wahley, le vieux capitaine.
- 2002 : Au bout du rouleau, téléfilm de Thierry Banisti, avec Richard Bohringer dans le rôle du capitaine

## Éditions en anglais
- The End of the Tether, dans la revue Blackwood's Magazine, en mai 1902.
- The End of the Tether, dans le recueil de nouvelles Youth : A Narrative, and Two Other Stories, chez W.Blackwood et fils, en novembre 1902.

## Traduction en français
- Au bout du rouleau, traduit par Gabrielle d'Harcourt. Paris, Gallimard, 1931
- Au bout du rouleau (trad. Gabrielle d'Harcourt révisée par Jean-Pierre Vernier), dans Conrad (dir. Sylvère Monod), Œuvres  – II, Gallimard, Bibliothèque_de_la_Pléiade, 1985
- Au bout du rouleau , traduit par Odette Lamolle. Paris, Autrement, 1996